# Nya Zeeland i olympiska sommarspelen 2016
Nya Zeeland, genom Nya Zeelands Olympiska Kommitté (NZOC), deltog i de 31:a olympiska sommarspelen i Rio de Janeiro 2016. Totalt tog landets deltagare hem fyra guldmedaljer och totalt 18 medaljer, det högsta antal medaljer Nya Zeeland någonsin vunnit vid ett olympiskt spel.

## Medaljer
| Medalj | Namn                                      | Sport      | Gren                        |
| ------ | ----------------------------------------- | ---------- | --------------------------- |
| 1      | Lisa Carrington                           | Kanotsport | Damernas K-1 200 meter      |
| 1      | Mahé Drysdale                             | Rodd       | Herrarnas singelsculler     |
| 1      | Hamish Bond Eric Murray                   | Rodd       | Herrarnas tvåa utan styrman |
| 1      | Peter Burling Blair Tuke                  | Segling    | Herrarnas 49er              |
| 2      | Edward Dawkins Ethan Mitchell Sam Webster | Cykling    | Herrarnas lagsprint         |
| 2      | Valerie Adams                             | Friidrott  | Damernas kulstötning        |
| 2      | Lydia Ko                                  | Golf       | Damernas individuella       |
| 2      | Luuka Jones                               | Kanotsport | Damernas K-1 i slalom       |
| 2      | Genevieve Behrent Rebecca Scown           | Rodd       | Damernas tvåa utan styrman  |
| 2      | Nya Zeelands damlandslag i sjumannarugby  | Rugby      | Damernas turnering          |
| 2      | Jo Aleh Olivia Powrie                     | Segling    | Damernas 470                |
| 2      | Alex Maloney Molly Meech                  | Segling    | Damernas 49erFX             |
| 2      | Natalie Rooney                            | Skytte     | Damernas trap               |
| 3      | Eliza McCartney                           | Friidrott  | Damernas stavhopp           |
| 3      | Nick Willis                               | Friidrott  | Herrarnas 1 500 meter       |
| 3      | Tomas Walsh                               | Friidrott  | Herrarnas kulstötning       |
| 3      | Lisa Carrington                           | Kanotsport | Damernas K-1 500 meter      |
| 3      | Sam Meech                                 | Segling    | Herrarnas laser             |

## Brottning
Förkortningar:
- VT – Vinst genom fall.
- PP – Beslut efter poäng – förloraren fick tekniska poäng.
- PO – Beslut efter poäng – förloraren fick inte tekniska poäng.
- ST – Teknisk överlägsenhet – förloraren utan tekniska poäng och en marginal med minst 8 (grekisk-romersk stil) eller 10 (fristil) poäng.

Herrar, grekisk-romersk stil
| Brottare     | Gren           | Kvalomgång                    | Omgång 1                      | Kvartsfinal                   | Semifinal                     | Återkval 1                    | Återkval 2                    | Final / BM                    | Final / BM                    |
| Brottare     | Gren           | Motståndare Resultat          | Motståndare Resultat          | Motståndare Resultat          | Motståndare Resultat          | Motståndare Resultat          | Motståndare Resultat          | Motståndare Resultat          | Placering                     |
| ------------ | -------------- | ----------------------------- | ----------------------------- | ----------------------------- | ----------------------------- | ----------------------------- | ----------------------------- | ----------------------------- | ----------------------------- |
| Craig Miller | Lättvikt -66kg | Drog sig ur på grund av skada | Drog sig ur på grund av skada | Drog sig ur på grund av skada | Drog sig ur på grund av skada | Drog sig ur på grund av skada | Drog sig ur på grund av skada | Drog sig ur på grund av skada | Drog sig ur på grund av skada |

## Cykling

### Landsväg
| Idrottare       | Gren                | Tid             | Placering       |
| --------------- | ------------------- | --------------- | --------------- |
| George Bennett  | Herrarnas linjelopp | 6:21:54         | 33              |
| Zac Williams    | Herrarnas linjelopp | Fullföljde inte | Fullföljde inte |
| Linda Villumsen | Damernas linjelopp  | 3:56:34         | 23              |
| Linda Villumsen | Damernas tempolopp  | 44:54,71        | 6               |

### Mountainbike
| Idrottare | Gren                   | Tid          | Placering |
| --------- | ---------------------- | ------------ | --------- |
| Sam Gaze  | Herrarnas mountainbike | LAP (1 varv) | 37        |

### Bana
Nya Zeeland tog det maximala antalet kvotplatser i bancykling genom resultaten vid världsmästerskapen 2016 i London och fick skicka 15 cyklister.

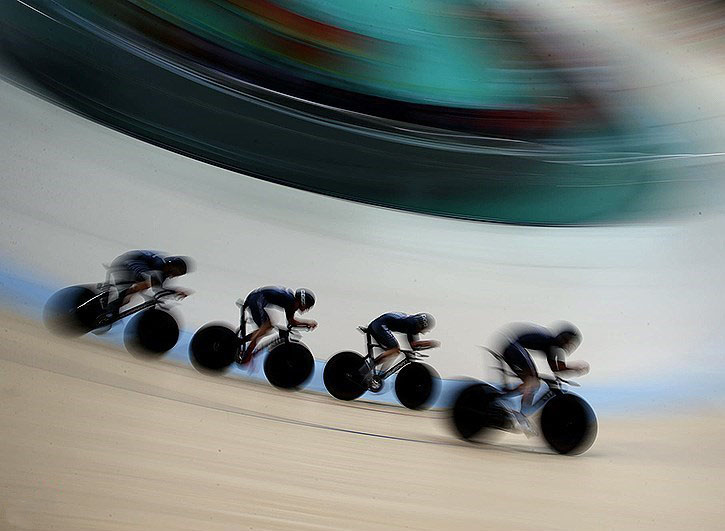
Herrlaget i lagförföljelse.

Sprint
| Cyklist        | Gren             | Kval                 | Kval | Omgång 1                         | Återkval 1                       | Omgång 2                         | Återkval 2                       | Kvartsfinal                      | Semifinal                        | Final                                                            | Final            |
| Cyklist        | Gren             | Tid Hastighet (km/h) | Pl.  | Motståndare Tid Hastighet (km/h) | Motståndare Tid Hastighet (km/h) | Motståndare Tid Hastighet (km/h) | Motståndare Tid Hastighet (km/h) | Motståndare Tid Hastighet (km/h) | Motståndare Tid Hastighet (km/h) | Motståndare Tid Hastighet (km/h)                                 | Pl.              |
| -------------- | ---------------- | -------------------- | ---- | -------------------------------- | -------------------------------- | -------------------------------- | -------------------------------- | -------------------------------- | -------------------------------- | ---------------------------------------------------------------- | ---------------- |
| Edward Dawkins | Herrarnas sprint | 9,895 72,764         | 10 Q | Webster (NZL) L                  | Levy (GER) Phillip (TTO) L       | Gick inte vidare                 | Gick inte vidare                 | Gick inte vidare                 | Gick inte vidare                 | Gick inte vidare                                                 | Gick inte vidare |
| Sam Webster    | Herrarnas sprint | 9,880 72,874         | 9 Q  | Dawkins (NZL) W 10,159 70,873    | Bye                              | Dmitrijev (RUS) L                | Xu C (CHN) Puerta (COL) L        | Gick inte vidare                 | Gick inte vidare                 | final om 9:e plats Levy (GER) Puerta (COL) Hoogland (NED) L      | 12               |
| Natasha Hansen | Damernas sprint  | 10,871 NR 66,231     | 7 Q  | O'Brien (CAN) W 11,400 63,157    | Bye                              | Vogel (GER) L                    | Krupeckaite (LTU) Cueff (FRA) L  | Gick inte vidare                 | Gick inte vidare                 | final om 9:e plats Meares (AUS) Welte (GER) Cueff (FRA) W 11,795 | 9                |
| Olivia Podmore | Damernas sprint  | 11,315 63,632        | 23   | Gick inte vidare                 | Gick inte vidare                 | Gick inte vidare                 | Gick inte vidare                 | Gick inte vidare                 | Gick inte vidare                 | Gick inte vidare                                                 | Gick inte vidare |

Lagsprint
| Cyklist                                   | Gren                | Kval                 | Kval | Semifinal                        | Semifinal        | Final                            | Final            |
| Cyklist                                   | Gren                | Tid Hastighet (km/h) | Pl.  | Motståndare Tid Hastighet (km/h) | Pl.              | Motståndare Tid Hastighet (km/h) | Pl.              |
| ----------------------------------------- | ------------------- | -------------------- | ---- | -------------------------------- | ---------------- | -------------------------------- | ---------------- |
| Edward Dawkins Ethan Mitchell Sam Webster | Herrarnas lagsprint | 42,673 63,271        | 2 Q  | Tyskland W 42,535 0OR0 63,477    | 1 FA             | Storbritannien L 42,542 63,466   | 2                |
| Natasha Hansen Olivia Podmore             | Damernas lagsprint  | 34,346 52,407        | 9    | Gick inte vidare                 | Gick inte vidare | Gick inte vidare                 | Gick inte vidare |

Förföljelse
| Cyklist                                                                     | Gren                     | Kval     | Kval | Semifinal               | Semifinal | Final                | Final |
| Cyklist                                                                     | Gren                     | Tid      | Pl.  | Motståndare Resultat    | Pl.       | Motståndare Resultat | Pl.   |
| --------------------------------------------------------------------------- | ------------------------ | -------- | ---- | ----------------------- | --------- | -------------------- | ----- |
| Pieter Bulling Aaron Gate Regan Gough Dylan Kennett Hayden Roulston         | Herrarnas lagförföljelse | 3:55,977 | 4 Q  | Storbritannien 3:55,654 | 4         | Danmark 3:56,753     | 4     |
| Rushlee Buchanan Lauren Ellis Jaime Nielsen Racquel Sheath Georgia Williams | Damernas lagförföljelse  | 4:20,061 | 5 Q  | Polen 4:17,592          | 4         | Kanada 4:18,459      | 4     |

Keirin
| Cyklist        | Gren             | 1:a omgången | Återkval  | 2:a omgången     | Final            |
| Cyklist        | Gren             | Placering    | Placering | Placering        | Placering        |
| -------------- | ---------------- | ------------ | --------- | ---------------- | ---------------- |
| Edward Dawkins | Herrarnas keirin | 4 R          | 3         | Gick inte vidare | Gick inte vidare |
| Sam Webster    | Herrarnas keirin | 1 Q          | Bye       | 6 FB             | 7                |
| Natasha Hansen | Damernas keirin  | 3 R          | 2         | Gick inte vidare | Gick inte vidare |
| Olivia Podmore | Damernas keirin  | DNF R        | 5         | Gick inte vidare | Gick inte vidare |

Omnium
| Cyklist       | Gren             | Scratch-lopp | Scratch-lopp | Individuell förföljelse | Individuell förföljelse | Individuell förföljelse | Utslagslopp | Utslagslopp | Tempolopp | Tempolopp | Tempolopp | Flygande varv | Flygande varv | Flygande varv | Poänglopp | Poänglopp | Totalpoäng | Placering |
| Cyklist       | Gren             | Pl.          | Poäng        | Tid                     | Pl.                     | Poäng                   | Pl.         | Poäng       | Tid       | Pl.       | Poäng     | Tid           | Pl.           | Poäng         | Poäng     | Pl.       | Totalpoäng | Placering |
| ------------- | ---------------- | ------------ | ------------ | ----------------------- | ----------------------- | ----------------------- | ----------- | ----------- | --------- | --------- | --------- | ------------- | ------------- | ------------- | --------- | --------- | ---------- | --------- |
| Dylan Kennett | Herrarnas omnium | 5            | 32           | 4:20,180                | 6                       | 30                      | 17          | 8           | 1:00,923  | 1         | 40        | 12,506        | 1             | 40            | −7        | 15        | 143        | 8         |
| Lauren Ellis  | Damernas omnium  | 5            | 32           | 3:33,221                | 6                       | 30                      | 11          | 20          | 36,427    | 11        | 20        | 14,574        | 14            | 14            | 73        | 2         | 189        | 4         |

### BMX
| Cyklist     | Gren          | Seeding  | Seeding   | Kvartsfinal | Kvartsfinal | Semifinal | Semifinal | Final            | Final            |
| Cyklist     | Gren          | Resultat | Placering | Poäng       | Placering   | Poäng     | Placering | Resultat         | Placering        |
| ----------- | ------------- | -------- | --------- | ----------- | ----------- | --------- | --------- | ---------------- | ---------------- |
| Trent Jones | Herrarnas BMX | 36,331   | 25        | 7           | 2 Q         | 17        | 7         | Gick inte vidare | Gick inte vidare |

## Friidrott
Förkortningar
- Notera– Placeringar avser endast det specifika heatet.
- Q = Tog sig vidare till nästa omgång
- q = Tog sig vidare till nästa omgång som den snabbaste förloraren eller, i fältgrenarna, genom placering utan att nå kvalgränsen
- NR = Nationellt rekord
- N/A = Omgången fanns inte i grenen
- Bye = Idrottaren behövde inte tävla i omgången

Herrar
Bana och väg
| Idrottare       | Gren                   | Heat     | Heat      | Semifinal        | Semifinal        | Final            | Final            |
| Idrottare       | Gren                   | Resultat | Placering | Resultat         | Placering        | Resultat         | Placering        |
| --------------- | ---------------------- | -------- | --------- | ---------------- | ---------------- | ---------------- | ---------------- |
| Hamish Carson   | Herrarnas 1 500 meter  | 3:48,18  | 8         | Gick inte vidare | Gick inte vidare | Gick inte vidare | Gick inte vidare |
| Julian Matthews | Herrarnas 1 500 meter  | 3:40,40  | 9         | Gick inte vidare | Gick inte vidare | Gick inte vidare | Gick inte vidare |
| Quentin Rew     | Herrarnas 20 km gång   | i.u.     | i.u.      | i.u.             | i.u.             | DSQ              | DSQ              |
| Quentin Rew     | Herrarnas 50 km gång   | i.u.     | i.u.      | i.u.             | i.u.             | 3:49:32          | 12               |
| Zane Robertson  | Herrarnas 10 000 meter | i.u.     | i.u.      | i.u.             | i.u.             | 27:33,67 NR      | 12               |
| Nick Willis     | Herrarnas 1 500 meter  | 3:38,55  | 6 Q       | 3:39,96          | 3 Q              | 3:50,24          | 3                |

Fältgrenar
| Idrottare       | Gren                    | Kval    | Kval      | Final            | Final            |
| Idrottare       | Gren                    | Distans | Placering | Distans          | Placering        |
| --------------- | ----------------------- | ------- | --------- | ---------------- | ---------------- |
| Stuart Farquhar | Herrarnas spjutkastning | 77,32   | 29        | Gick inte vidare | Gick inte vidare |
| Jacko Gill      | Herrarnas kulstötning   | 20,80   | 4 Q       | 20,50            | 9                |
| Tomas Walsh     | Herrarnas kulstötning   | 21,03   | 2 Q       | 21,36            | 3                |

Herrar
Bana och väg
| Idrottare     | Gren                 | Heat     | Heat      | Semifinal        | Semifinal        | Final            | Final            |
| Idrottare     | Gren                 | Resultat | Placering | Resultat         | Placering        | Resultat         | Placering        |
| ------------- | -------------------- | -------- | --------- | ---------------- | ---------------- | ---------------- | ---------------- |
| Alana Barber  | Damernas 20 km gång  | i.u.     | i.u.      | i.u.             | i.u.             | 1:35:55          | 35               |
| Nikki Hamblin | Damernas 1 500 meter | 4:11,88  | 13        | Gick inte vidare | Gick inte vidare | Gick inte vidare | Gick inte vidare |
| Nikki Hamblin | Damernas 5 000 meter | 16:43,61 | 15 q      | i.u.             | i.u.             | 16:14,24         | 17               |
| Lucy Oliver   | Damernas 5 000 meter | 15:53,77 | 14        | i.u.             | i.u.             | Gick inte vidare | Gick inte vidare |
| Angie Petty   | Damernas 800 meter   | 2:02,40  | 4         | Gick inte vidare | Gick inte vidare | Gick inte vidare | Gick inte vidare |

Fältgrenar
| Idrottare       | Gren                 | Kval    | Kval      | Final   | Final     |
| Idrottare       | Gren                 | Distans | Placering | Distans | Placering |
| --------------- | -------------------- | ------- | --------- | ------- | --------- |
| Valerie Adams   | Damernas kulstötning | 19,74   | 1 Q       | 20,42   | 2         |
| Eliza McCartney | Damernas stavhopp    | 4,60    | 5 Q       | 4,80 NR | 3         |

## Golf
| Spelare   | Gren              | Runda 1 | Runda 2 | Runda 3 | Runda 4 | Totalt | Totalt | Totalt    |
| Spelare   | Gren              | Poäng   | Poäng   | Poäng   | Poäng   | Poäng  | Par    | Placering |
| --------- | ----------------- | ------- | ------- | ------- | ------- | ------ | ------ | --------- |
| Ryan Fox  | Herrarnas tävling | 70      | 73      | 74      | 68      | 285    | 1      | 39        |
| Danny Lee | Herrarnas tävling | 72      | 65      | 76      | 69      | 282    | −2     | 27        |
| Lydia Ko  | Damernas tävling  | 69      | 70      | 65      | 69      | 273    | −11    | 2         |

## Gymnastik

### Artistisk
Herrar
| Gymnast          | Gren                 | Kval    | Kval    | Kval    | Kval    | Kval    | Kval    | Kval   | Kval      | Final            | Final            | Final            | Final            | Final            | Final            | Final            | Final            |
| Gymnast          | Gren                 | Redskap | Redskap | Redskap | Redskap | Redskap | Redskap | Totalt | Placering | Redskap          | Redskap          | Redskap          | Redskap          | Redskap          | Redskap          | Totalt           | Placerint        |
| Gymnast          | Gren                 | F       | PH      | R       | V       | PB      | HB      | Totalt | Placering | F                | PH               | R                | V                | PB               | HB               | Totalt           | Placerint        |
| ---------------- | -------------------- | ------- | ------- | ------- | ------- | ------- | ------- | ------ | --------- | ---------------- | ---------------- | ---------------- | ---------------- | ---------------- | ---------------- | ---------------- | ---------------- |
| Mikhail Koudinov | Individuell mångkamp | 13,200  | 12,600  | 13,433  | 13,799  | 14,700  | 12,833  | 80,899 | 45        | Gick inte vidare | Gick inte vidare | Gick inte vidare | Gick inte vidare | Gick inte vidare | Gick inte vidare | Gick inte vidare | Gick inte vidare |

Damer
| Gymnast           | Gren                 | Kval    | Kval    | Kval    | Kval    | Kval   | Kval      | Final            | Final            | Final            | Final            | Final            | Final            |
| Gymnast           | Gren                 | Redskap | Redskap | Redskap | Redskap | Totalt | Placering | Redskap          | Redskap          | Redskap          | Redskap          | Totalt           | Placering        |
| Gymnast           | Gren                 | V       | UB      | BB      | F       | Totalt | Placering | V                | UB               | BB               | F                | Totalt           | Placering        |
| ----------------- | -------------------- | ------- | ------- | ------- | ------- | ------ | --------- | ---------------- | ---------------- | ---------------- | ---------------- | ---------------- | ---------------- |
| Courtney McGregor | Individuell mångkamp | 14,333  | 12,433  | 13,000  | 13,066  | 53,165 | 41        | Gick inte vidare | Gick inte vidare | Gick inte vidare | Gick inte vidare | Gick inte vidare | Gick inte vidare |

### Trampolin
| Gymnast       | Gren                | Kval    | Kval      | Final  | Final     |
| Gymnast       | Gren                | Poäng   | Placering | Poäng  | Placering |
| ------------- | ------------------- | ------- | --------- | ------ | --------- |
| Dylan Schmidt | Herrarnas trampolin | 107,660 | 8 Q       | 57,140 | 7         |

## Judo
| Idrottare      | Gren                    | Omgång 1                  | Omgång 2                 | Kvartsfinaler        | Semifinaler          | Återkval             | Final / BM           | Final / BM       |
| Idrottare      | Gren                    | Motståndare Resultat      | Motståndare Resultat     | Motståndare Resultat | Motståndare Resultat | Motståndare Resultat | Motståndare Resultat | Placering        |
| -------------- | ----------------------- | ------------------------- | ------------------------ | -------------------- | -------------------- | -------------------- | -------------------- | ---------------- |
| Darcina Manuel | Damernas lättvikt −57kg | Zabludina (RUS) W 001–000 | Monteiro (POR) L 000–002 | Gick inte vidare     | Gick inte vidare     | Gick inte vidare     | Gick inte vidare     | Gick inte vidare |

## Kanotsport

### Sprint
| Kanotist                                            | Gren                 | Heat     | Heat      | Semifinaler      | Semifinaler      | Final            | Final            |
| Kanotist                                            | Gren                 | Tid      | Placering | Tid              | Placering        | Tid              | Placering        |
| --------------------------------------------------- | -------------------- | -------- | --------- | ---------------- | ---------------- | ---------------- | ---------------- |
| Marty McDowell                                      | Herrarnas K-1 1000 m | 3:39,58  | 20        | Gick inte vidare | Gick inte vidare | Gick inte vidare | Gick inte vidare |
| Lisa Carrington                                     | Damernas K-1 200 m   | 40,422   | 3 Q       | 39,561           | 1 FA             | 39,864           | 1                |
| Lisa Carrington                                     | Damernas K-1 500 m   | 1:54,765 | 4 Q       | 1:56,155         | 2 FA             | 1:54,372         | 3                |
| Aimee Fisher Kayla Imrie Jaimee Lovett Caitlin Ryan | Damernas K-4 500 m   | 1:33,782 | 6 Q       | 1:34,778         | 2 FA             | 1:38,198         | 5                |

### Slalom
| Kanotist    | Gren          | Kval   | Kval      | Kval   | Kval      | Kval   | Kval      | Semifinal | Semifinal | Final  | Final     |
| Kanotist    | Gren          | Åk 1   | Placering | Åk 2   | Placering | Bästa  | Placering | Tid       | Placering | Tid    | Placering |
| ----------- | ------------- | ------ | --------- | ------ | --------- | ------ | --------- | --------- | --------- | ------ | --------- |
| Mike Dawson | Herrarnas K-1 | 88,91  | 4         | 90,86  | 10        | 88,91  | 8 Q       | 91,47     | 5         | 93,07  | 10        |
| Luuka Jones | Damernas K-1  | 100,59 | 2         | 101,96 | 3         | 100,59 | 4 Q       | 108,05    | 7         | 101,82 | 2         |

## Ridsport

### Dressyr
| Ryttare        | Häst         | Gren         | Grand Prix | Grand Prix | Grand Prix Special | Grand Prix Special | Grand Prix Fristil | Grand Prix Fristil | Totalt           | Totalt           |
| Ryttare        | Häst         | Gren         | Poäng      | Placering  | Poäng              | Placering          | Tekniskt           | Artistiskt         | Poäng            | Placering        |
| -------------- | ------------ | ------------ | ---------- | ---------- | ------------------ | ------------------ | ------------------ | ------------------ | ---------------- | ---------------- |
| Julie Brougham | Vom Feinsten | Individuellt | 68,543     | 44         | Gick inte vidare   | Gick inte vidare   | Gick inte vidare   | Gick inte vidare   | Gick inte vidare | Gick inte vidare |

### Hoppning
| Clarke Johnstone                                   | Balmoral Sensation | Individuellt | 46,50   | 23 | 4,80     | 51,30    | 7        | 0,00             | 51,30            | 5                | 8,00             | 59,30            | 6                | 59,30            | 6                |
| Jonelle Price                                      | Faerie Dianimo     | Individuellt | 49,50 # | 43 | 8,00     | 57,50    | 13       | 8,00             | 65,50            | 15               | 8,00             | 73,50            | 17               | 73,50            | 17               |
| Tim Price                                          | Ringwood Sky Boy   | Individuellt | 47,00   | 29 | Utslagen | Utslagen | Utslagen | Gick inte vidare | Gick inte vidare | Gick inte vidare | Gick inte vidare | Gick inte vidare | Gick inte vidare | Gick inte vidare | Gick inte vidare |
| Mark Todd                                          | Leonidas II        | Individuellt | 44,00   | 17 | 2,00     | 46,00    | 4        | 16,00            | 62,00            | 11               | 0,00             | 62,00            | 7                | 62,00            | 7                |
| Clarke Johnstone Jonelle Price Tim Price Mark Todd | See above          | Lag          | 137,50  | 6  |          | 154,80   | 2        | 24,00            | 178,80           | 4                | i.u.             | i.u.             | i.u.             | 178,80           | 4                |

## Rodd
Damer
| Roddare | Gren                             | Heat    | Heat      | Återkval | Återkval  | Kvartsfinal | Kvartsfinal | Semifinal | Semifinal | Final   | Final     |
| Roddare | Gren                             | Tid     | Placering | Tid      | Placering | Tid         | Placering   | Tid       | Placering | Tid     | Placering |
| --- | -------------------------------- | ------- | --------- | -------- | --------- | ----------- | ----------- | --------- | --------- | ------- | --------- |
| Emma Twigg | Damernas singelsculler           | 8:17,02 | 1 QF      | Bye      | Bye       | 7:31,79     | 1 SA/B      | 7:48,20   | 2 FA      | 7:24,48 | 4         |
| Genevieve Behrent Rebecca Scown                                                                                                 | Damernas tvåa utan styrman       | 7:09,23 | 1 SA/B    | Bye      | Bye       | i.u.        | i.u.        | 7:29,67   | 2 FA      | 7:19,53 | 2         |
| Eve MacFarlane Zoe Stevenson | Damernas dubbelsculler           | 7:14,31 | 1 SA/B    | Bye      | Bye       | i.u.        | i.u.        | 6:52,97   | 4 FB      | 7:50,74 | 12        |
| Julia Edward Sophie MacKenzie                                                                                                   | Damernas lättvikts-dubbelsculler | 7:02,01 | 2 SA/B    | Bye      | Bye       | i.u.        | i.u.        | 7:19,27   | 2 FA      | 7:10,61 | 4         |
| Genevieve Behrent Kelsey Bevan Emma Dyke Kerri Gowler Kayla Pratt Grace Prendergast Rebecca Scown Ruby Tew Francie Turner (cox) | Damernas åtta med styrman        | 6:12,05 | 2 R       | 6:34,90  | 3 FA      | i.u.        | i.u.        | i.u.      | i.u.      | 6:05,48 | 4         |

Herrar
| Roddare | Gren                                 | Heat    | Heat      | Återkval | Återkval  | Kvartsfinal | Kvartsfinal | Semifinal | Semifinal | Final   | Final     |
| Roddare | Gren                                 | Tid     | Placering | Tid      | Placering | Tid         | Placering   | Tid       | Placering | Tid     | Placering |
| --- | ------------------------------------ | ------- | --------- | -------- | --------- | ----------- | ----------- | --------- | --------- | ------- | --------- |
| Mahé Drysdale | Herrarnas singelsculler              | 7:04,45 | 1 QF      | Bye      | Bye       | 6:46,51     | 1 SA/B      | 7:03,70   | 2 FA      | 6:41,34 | 1         |
| Hamish Bond Eric Murray | Herrarnas tvåa utan styrman          | 6:41,75 | 1 SA/B    | Bye      | Bye       | i.u.        | i.u.        | 6:23,36   | 1 FA      | 6:59,71 | 1         |
| Chris Harris Robbie Manson | Herrarnas dubbelsculler              | 6:40,35 | 1 SA/B    | Bye      | Bye       | i.u.        | i.u.        | 6:17,01   | 4 FB      | 7:06,80 | 11        |
| Alistair Bond James Hunter James Lassche Peter Taylor                                                                                | Herrarnas lättvikts-fyra med styrman | 6:03,34 | 1 SA/B    | Bye      | Bye       | i.u.        | i.u.        | 6:08,96   | 3 FA      | 6:28,14 | 5         |
| George Bridgewater Nathan Flannery John Storey Jade Uru                                                                              | Herrarnas scullerfyra                | 5:59,13 | 4 R       | 5:58,92  | 6 FB      | i.u.        | i.u.        | i.u.      | i.u.      | 6:18,92 | 10        |
| Michael Brake Isaac Grainger Stephen Jones Alex Kennedy Shaun Kirkham Tom Murray Brook Robertson Joe Wright Caleb Shepherd (styrman) | Herrarnas åtta med styrman           | 5:36:28 | 3 R       | 5:56,94  | 3 FA      | i.u.        | i.u.        | i.u.      | i.u.      | 5:36,64 | 6         |

## Segling
Nya Zeelands seglare kvalificerade sig för platser i samtliga klasser vid världsmästerskapen 2014 i Santander. Yachting New Zealand valde dock att inte utnyttja tre av platserna och skickade inga deltagare till vindsurfinggrenarna samt damernas laser radial.

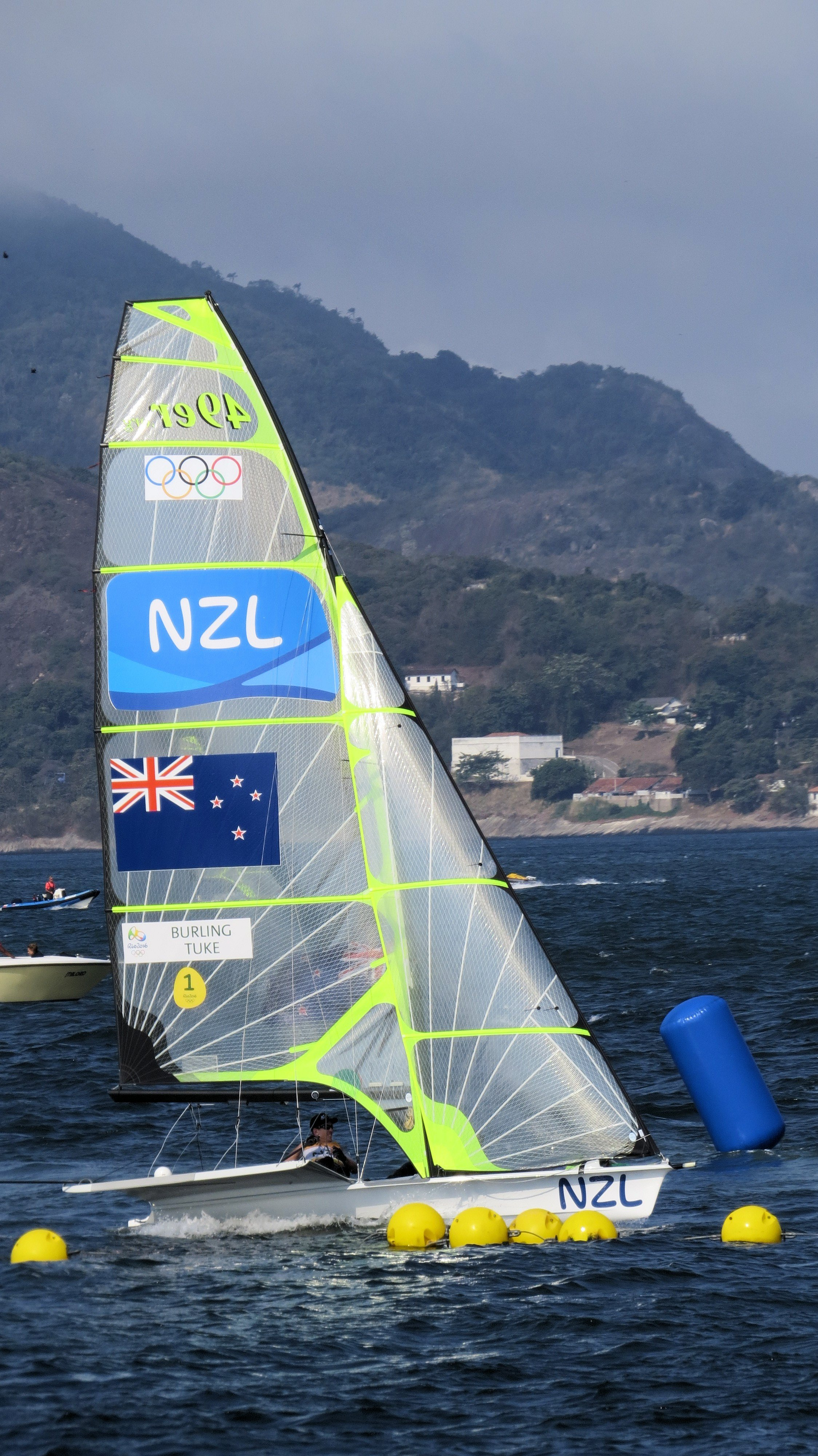
Burling och Tuke i herrarnas 49er.

Herrar
| Idrottare                       | Gren                | Lopp | Lopp | Lopp | Lopp | Lopp | Lopp | Lopp | Lopp | Lopp | Lopp | Lopp | Lopp | Lopp | Nettopoäng | Slutlig placering |
| Idrottare                       | Gren                | 1    | 2    | 3    | 4    | 5    | 6    | 7    | 8    | 9    | 10   | 11   | 12   | M*   | Nettopoäng | Slutlig placering |
| ------------------------------- | ------------------- | ---- | ---- | ---- | ---- | ---- | ---- | ---- | ---- | ---- | ---- | ---- | ---- | ---- | ---------- | ----------------- |
| Sam Meech                       | Herrarnas laser     | 19   | 3    | 5    | 6    | 14   | 17   | 13   | 6    | 12   | 1    | i.u. | i.u. | 8    | 85         | 3                 |
| Josh Junior                     | Herrarnas finnjolle | 18   | 24   | 14   | 14   | 5    | 3    | 18   | 2    | 4    | 6    | i.u. | i.u. | 8    | 92         | 7                 |
| Paul Snow-Hansen Daniel Willcox | Herrarnas 470       | 2    | 10   | 20   | 15   | 23   | 5    | 2    | 13   | 10   | 15   | i.u. | i.u. | 12   | 104        | 10                |
| Peter Burling Blair Tuke        | 49er                | 1    | 1    | 5    | 2    | 7    | 6    | 2    | 3    | 1    | 3    | 5    | 4    | 2    | 33         | 1                 |

Damer
| Idrottare                | Gren         | Lopp   | Lopp | Lopp | Lopp | Lopp | Lopp   | Lopp | Lopp | Lopp | Lopp | Lopp | Lopp | Lopp | Nettopoäng | Slutlig placering |
| Idrottare                | Gren         | 1      | 2    | 3    | 4    | 5    | 6      | 7    | 8    | 9    | 10   | 11   | 12   | M*   | Nettopoäng | Slutlig placering |
| ------------------------ | ------------ | ------ | ---- | ---- | ---- | ---- | ------ | ---- | ---- | ---- | ---- | ---- | ---- | ---- | ---------- | ----------------- |
| Jo Aleh Polly Powrie     | Damernas 470 | 21 DSQ | 1    | 4    | 1    | 12   | 21 DSQ | 3    | 1    | 1    | 4    | i.u. | i.u. | 6    | 54         | 2                 |
| Alex Maloney Molly Meech | 49erFX       | 6      | 5    | 4    | 4    | 5    | 1      | 6    | 12   | 3    | 3    | 5    | 5    | 4    | 51         | 2                 |

Mixed
| Idrottare                  | Gren     | Lopp | Lopp | Lopp | Lopp | Lopp | Lopp | Lopp | Lopp | Lopp | Lopp | Lopp | Lopp | Lopp | Nettopoäng | Slutlig placering |
| Idrottare                  | Gren     | 1    | 2    | 3    | 4    | 5    | 6    | 7    | 8    | 9    | 10   | 11   | 12   | M*   | Nettopoäng | Slutlig placering |
| -------------------------- | -------- | ---- | ---- | ---- | ---- | ---- | ---- | ---- | ---- | ---- | ---- | ---- | ---- | ---- | ---------- | ----------------- |
| Jason Saunders Gemma Jones | Nacra 17 | 9    | 13   | 7    | 5    | 4    | 2    | 4    | 8    | 12   | 13   | 13   | 2    | 2    | 81         | 4                 |

## Simhopp
| Elizabeth Cui | Damernas 3 m | 273,30 | 24 | Gick inte vidare | Gick inte vidare | Gick inte vidare | Gick inte vidare |

## Simning
| Idrottare     | Gren           | Heat    | Heat      | Semifinal | Semifinal | Final     | Final     |
| Idrottare     | Gren           | Tid     | Placering | Tid       | Placering | Tid       | Placering |
| ------------- | -------------- | ------- | --------- | --------- | --------- | --------- | --------- |
| Matt Hutchins | 400 m frisim   | 3.48,25 | 19        | i.u.      | i.u.      | Ej vidare | Ej vidare |
| Glenn Snyders | 100 m bröstsim | 1.00,26 | 16 Q      | 1.00,50   | 15        | Ej vidare | Ej vidare |

K = Vidarekvalificerad; NR = nationsrekord; OR = olympiskt rekord; VR = världsrekord

## Taekwondo
| Idrottare     | Gren            | Åttondelsfinaler     | Kvartsfinaler        | Semifinaer           | Återkval             | Final                | Final            |
| Idrottare     | Gren            | Motståndare Resultat | Motståndare Resultat | Motståndare Resultat | Motståndare Resultat | Motståndare Resultat | Placering        |
| ------------- | --------------- | -------------------- | -------------------- | -------------------- | -------------------- | -------------------- | ---------------- |
| Andrea Kilday | Damernas −49 kg | Sing (BRA) L 5–7     | Gick inte vidare     | Gick inte vidare     | Gick inte vidare     | Gick inte vidare     | Gick inte vidare |

## Tennis
| Spelare                      | Gren       | Omgång 1                                     | Åttondelsfinaler  | Kvartsfinaler     | Semifinaler       | Final / BM        | Final / BM       |
| Spelare                      | Gren       | Motståndare Poäng                            | Motståndare Poäng | Motståndare Poäng | Motståndare Poäng | Motståndare Poäng | Placering        |
| ---------------------------- | ---------- | -------------------------------------------- | ----------------- | ----------------- | ----------------- | ----------------- | ---------------- |
| Marcus Daniell Michael Venus | Herrdubbel | Nestor / Pospisil (CAN) L 6–4, 3–6, 6–7(6–8) | Gick inte vidare  | Gick inte vidare  | Gick inte vidare  | Gick inte vidare  | Gick inte vidare |

## Triathlon
| Idrottare     | Gren                | Simning (1,5 km) | Trans 1 | Cykling (40 km) | Trans 2 | Löpning (10 km) | Totaltid | Placering |
| ------------- | ------------------- | ---------------- | ------- | --------------- | ------- | --------------- | -------- | --------- |
| Tony Dodds    | Herrarnas triathlon | 17:31            | 0:47    | 56:24           | 0:36    | 33:06           | 1:48:24  | 21        |
| Ryan Sissons  | Herrarnas triathlon | 17:34            | 0:48    | 56:20           | 0:34    | 32:45           | 1:48:01  | 17        |
| Andrea Hewitt | Damernas triathlon  | 19:04            | 0:56    | 1:01:28         | 0:41    | 36:06           | 1:58:15  | 7         |
| Nicky Samuels | Damernas triathlon  | 19:06            | 0:56    | 1:01:27         | 0:43    | 37:18           | 1:59:30  | 13        |